# Trường Cao đẳng nghề Công nghiệp Thanh Hóa
Trường Cao đẳng nghề Công nghiệp Thanh Hoá là trường cao đẳng nằm trong hệ thống giáo dục bậc cao đẳng tại Việt Nam. Trường nằm dưới sự quản lý của Bộ Lao động thương binh và Xã hội. Trường được thành lập heo quyết định số 1985/QĐ-BLĐTBXH ngày 29/12/2006 của Bộ Lao động thương binh và Xã hội trên cơ sở nâng cấp trường kỹ thuật Công nghiệp Thanh Hoá được thành lập năm 1961..

## Nhiệm vụ đào tạo
Trường có chức năng đào tạo nghề, tư vấn giới thiệu việc làm cho học sinh,sinh viên sau khi tốt nghiệp ra trường, tư vấn xuất khẩu lao động.

## Danh hiệu
- Huân chương lao động hạng ba (năm 2000)
- Huân chương lao động hạng hai (năm 2006)